# 趙棣
徐王趙棣（1109年—？），宋朝宗室。 
宋朝第八代皇帝宋徽宗赵佶的第十四子，生母不详，大觀三年（1109年）六月出生，九月賜名趙棣，授鎮江軍節度使、檢校太尉，封徐國公。政和三年（1113年）正月，正三公官名，改授檢校太保。宣和五年（1123年）二月，改鎮南軍節度使，加開府儀同三司，進封高平郡王。七年（1125年），改山南東道、河陽三城節度使，進封徐王。随宋徽宗、宋钦宗被金兵所虏，绍兴二年（1132年），万州李勃，自称祁王赵模，内侍杨公谨给他说徐王趙棣的行为特点，他又改称徐王赵棣。宣抚使张浚遣赴行在，宋高宗命王府故吏验视，说是假的，诏送大理寺，审理完毕，诛杀弃市。

## 延伸阅读
[在维基数据编辑]
 《宋史/卷246》，出自脱脱《宋史》